# Melba Phillips
Melba Newell Phillips (Hazleton, Indiana, 1 de fevereiro de 1907 — Petersburg, Indiana, 8 de novembro de 2004) foi uma física estadunidense.

## Publicações
- Principles of Physical Science. 1957. Addison-Wesley Publishing Co
- On Teaching Physics: Reprints of American Journal of Physics Articles from the First Half Century of AAPT (50 Years). 1980. American Association of Physics Teachers ISBN 0-318-41540-2
- Physics History from AAPT Journals. 1985. American Association of Physics Teachers ISBN 0-917853-14-8
- History of Physics (Readings from Physics Today, No 2). 1985. AIP Press ISBN 0-88318-468-0
- The Life and Times of Modern Physics: History of Physics II (Readings from Physics Today, No 5). 1993. AIP Press ISBN 0-88318-846-5
- Classical Electricity and Magnetism, Second Edition. 2005. Dover Publications ISBN 0-486-43924-0